# Liste des évêques de Crookston
Liste des évêques de Crookston (en)
(Dioecesis Crookstoniensis)
L'évêché de Crookston est créé le 31 décembre 1909, par détachement de l'archevêché de Saint Paul.

## Sont évêques
- 9 avril 1910-25 juin 1938 : Timothy Corbett (Timothy J. Corbett)
- 30 août 1938-† 30 octobre 1944 : John Peschges (John Hubert Peschges)
- 10 mars 1945-27 janvier 1960 : Francis Schenk (Francis Joseph Schenk)
- 27 janvier 1960-24 juillet 1970 : Lawrence Glenn (Lawrence Alexander Glenn)
- 28 juillet 1970-8 octobre 1975 : Kenneth Povish (Kenneth Joseph Povish)
- 7 juillet 1976-28 septembre 2007 : Victor Balke (en) (Victor Hermann Balke)
- 28 septembre 2007-13 avril 2021 : Michaël Hoeppner (en) (Michaël Joseph Hoeppner)
- depuis le 28 octobre 2021 : Andrew Cozzens (en)

## Sources
- L'Annuaire Pontifical, sur le site http://www.catholic-hierarchy.org, à la page